# Ryan Giggs
Ryan Joseph Giggs OBE (Cardiff, 29 de novembro de 1973) é um treinador e ex-futebolista galês que atuava como meia ou ponta-esquerda. Atualmente está sem clube.
Explosivo, mas disciplinado, é considerado o maior jogador da história do Manchester United, único clube pelo qual atuou e também é o recordista de partidas, com 963 jogos disputados entre 1990 e 2014. Giggs é considerado também o jogador mais premiado da história do futebol inglês, onde conquistou treze títulos da Premier League com o Manchester United.
Chegou ainda jovem nas categorias de base dos Diabos Vermelhos, em 1987, depois de ter passado dois anos nas categorias de base do rival Manchester City. Promovido aos profissionais em 1990, Giggs foi um dos principais destaques nos lendários times que o United montou nas décadas de 1990 e 2000, comandados pelo treinador escocês Alex Ferguson. Recordista de jogos pelo clube, o galês é o terceiro jogador com mais títulos oficiais na história do futebol. Desde que foi promovido aos profissionais do United, Giggs conquistou treze títulos da Premier League, quatro da Copa da Inglaterra, quatro da Copa da Liga, atualmente conhecida como Copa da Liga Inglesa, oito da Supercopa da Inglaterra e duas da Liga dos Campeões da UEFA, o principal torneio da Europa. Em 1999 conquistou a Copa Intercontinental e em 2008 venceu a Copa do Mundo de Clubes da FIFA, sendo eleito em 1999 o melhor jogador em campo na partida final contra o Palmeiras.

## Infância e juventude
Nascido Ryan Joseph Wilson – após o divórcio de seus pais, optou por adotar o sobrenome de solteira de sua mãe – no St. David's Hospital em Cardiff, no País de Gales. Giggs é de origem multirracial, filho de Danny Wilson, negro com origens em Serra Leoa e ex-jogador do Cardiff, clube de rugby da cidade, e de Lynne Giggs (agora Lynne Johnson), Ryan cresceu em Ely, bairro do subúrbio de Cardiff. Seu irmão mais novo, Rhodri, treina o Salford City, clube semiprofissional.
Ele morou durante muito tempo com os pais de sua mãe e desde cedo demonstrava interesse por futebol. Em 1980, aos seis anos de idade, seu pai mudou-se de clube, indo jogar rugby league no Swinton, da Grande Manchester, obrigando toda a família a se mudar para a cidade. Seu pai, inclusive, se tornaria o primeiro negro na Seleção Galesa de Rugby League, na qual atuou cinco vezes, entre 1981 e 1984.

## Carreira como jogador

### Manchester United

#### Categorias de base
Após mudar-se para Manchester, Giggs atuou por um time amador local, o Deans FC, treinado por Dennis Schofield, que trabalhava também como olheiro para o Manchester City. Em seu primeiro jogo pelo Deans, o time foi derrotado por 9–0 mas, mesmo assim, muitas pessoas comentavam que Giggs havia sido o melhor jogador em campo naquele dia. Schofield então recomendou Giggs para o City, e ele foi contratado pelo clube. Enquanto isso, continuava jogando por um clube amador, o Salford. Enquanto jogava entre os amadores, Giggs era observado por assistentes de muitos clubes, dentre eles Harold Wood, que trabalhava para o Manchester United. Wood falou pessoalmente a Alex Ferguson sobre o garoto. Dias depois, Giggs jogou uma partida do Salford contra a equipe Sub-15 do United e marcou um hat-trick, com Ferguson observando da janela de seu escritório. Em 29 de novembro de 1987, data em que Giggs completava 14 anos, Ferguson foi até a casa da família junto a Joe Brown, olheiro do clube, e ofereceu a Giggs um contrato que lhe possibilitaria profissionalizar-se em três anos, convencendo Ryan e sua família a aceitá-lo. Giggs era agora jogador do United, e aos 16 anos, quando sua mãe se casou novamente, ele optou por mudar seu sobrenome. Seus pais haviam se separado há dois anos.

#### O início como profissional
Giggs tornou-se profissional em 29 de novembro de 1990, data do seu aniversário de 17 anos, época em que ele foi descrito por várias meios como "a maior promessa do futebol inglês desde George Best (também revelado pelo United, na década de 1960)". Neste momento, o United tinha vencido recentemente a Copa da Inglaterra da temporada 1989–90, o primeiro título desde que Alex Ferguson havia assumido o posto de treinador do clube. Depois de duas temporadas difíceis na liga, onde tinha terminado na metade da tabela, entre a 10ª e a 15ª posição, o United finalmente poderia ameaçar o domínio de Liverpool e Arsenal na temporada 1990–91.
Giggs fez sua estreia na Football League (atual Premier League) num jogo contra o Everton, no Old Trafford, no dia 2 de março de 1991, substituindo o lesionado zagueiro Denis Irwin, onde o United foi derrotado por 2–0 dentro de sua casa. Em sua primeira partida completa, Giggs marcou também seu primeiro gol, na vitória por 1–0 sobre o Manchester City, seu clube nas categorias de base, no Dérbi de Manchester, realizado em 4 de maio de 1991, embora este tenha parecido um gol contra de Colin Hendry. No entanto, em sua primeira temporada como profissional, Giggs não teve muitas chances como titular, e as esperanças de título do United acabaram frustradas, com o time terminando apenas na sexta colocação da liga.
A presença de Giggs no time titular tornou-se constante na temporada seguinte, 1991–92, embora ele ainda atuasse nos times de base, onde era o capitão. Nesta época, a equipe de base, conhecida como "Fergie's Fledglings ("calouros de Fergie", em alusão ao treinador Alex Ferguson), contava também com jogadores como David Beckham, Gary Neville, Phil Neville e Nicky Butt, também muito jovens à época e que depois viriam a ser protagonistas da equipe principal, assim como a Giggs. Nessa temporada, Giggs jogou na equipe que terminou como vice-campeã, atrás apenas do campeão Leeds United, no último ano da antiga Football League, que passava agora a se chamar Premier League. Era o sinal de um bom avanço do United, que há muito tempo não conquistava tal colocação na liga. Giggs finalizou a temporada conquistando seu primeiro título no clube, a Rumbelows Cup (atual Copa da Liga Inglesa).
Até o início da temporada 1992–93, a primeira temporada da recém-formada Premier League, Giggs foi finalmente promovido a primeira opção para atuar no setor esquerdo do meio-de-campo ofensivo, quase como um ponta. Era o início da "era de ouro" do United, que havia revelado outros grandes jogadores como David Beckham e Gary Neville, que viriam a tornar-se protagonistas da Seleção Inglesa alguns anos depois, somando-se a chegada de Éric Cantona, um dos melhores jogadores franceses à época, marcava o início do domínio do United na liga. Nesta temporada, os Red Devils conquistaram seu primeiro título inglês em 26 anos, superando os bons times do Aston Villa e do Norwich City, que possuíam um investimento muito maior. Meses depois, em agosto de 1993, conquistaram ainda a Supercopa da Inglaterra, após vitória sobre o Arsenal na disputa por pênaltis. Giggs finalizou a temporada sendo eleito o Jogador Jovem do Ano pela PFA, o mais importante prêmio destinado a jovens jogadores na Inglaterra.

#### A "era de ouro" do United
Nos anos seguintes, as dúvidas que ainda restavam sobre o real potencial daquele time de jovens garotos foram aos poucos se sanando com muitos títulos. Giggs era um dos que mais se destacavam individualmente na equipe, sendo eleito novamente o Jogador Jovem do Ano pela PFA em 1993–94, se tornando o primeiro jogador na história a conquistar este prêmio em duas temporadas consecutivas, feito igualado anos mais tarde por Robbie Fowler e Wayne Rooney. Nesta temporada, os Red Devils conquistaram novamente a Premier League, além da – e novamente a Supercopa da Inglaterra.
Era, de fato, a "era de ouro" do United: com uma base de jogadores reveladas no clube, os títulos se somavam cada vez mais. A Premier League novamente veio em 1995-96 e 1996-97, além da Copa da Inglaterra em 1995–96 e a Supercopa da Inglaterra em 1996 e 1997. Alguns outros jogadores que mais tarde se tornariam ídolos do clube chegaram neste período, como Roy Keane, Teddy Sheringham, Ole Gunnar Solskjær e Dwight Yorke.
Mas o principal título desta "era" do United ainda estava por vir, o único que faltava para aquela geração do time. No último ano da década, a Liga dos Campeões da UEFA de 1998–99 foi conquistada, e não poderia ter sido mais emocionante. Na final contra o Bayern de Munique, os Red Devils perdiam até o final do tempo regulamentar, graças a um gol de Mario Basler. Já nos acréscimos do segundo tempo, aos 91 minutos de jogos, Sheringham empatou para os ingleses, em jogada iniciada por Giggs, fato que provavelmente levaria o jogo para a prorrogação. Dois minutos depois, aos 93, após uma confusa jogada nas proximidades da pequena área, Solskjær concluiu com oportunismo para o fundo do gol de Oliver Kahn, goleiro do Bayern, tornando aquela uma das finais mais emocionantes da longa história do torneio. Foi apenas a segunda vez que o United conquistou o título europeu. A primeira havia sido há mais de 30 anos, na Taça dos Campeões Europeus de 1967–68, quando o torneio ainda tinha esse nome.
Naquela histórica temporada 1998–99, o Manchester United conquistou a tríplice coroa, somando o título da Liga dos Campeões ao da Premier League e da Copa da Inglaterra. No final do ano, conquistou ainda a Copa Europeia/Sul-Americana de 1999, equivalente ao que é hoje a Copa do Mundo de Clubes da FIFA, vencendo o Palmeiras com um gol de Keane.

#### Década de 2000
Giggs tornou-se o jogador do elenco atuando há mais tempo no clube após a saída de Denis Irwin, em maio de 2002, e ficava cada vez mais marcado na história do United, apesar de ainda estar com 28 anos de idade. Os títulos continuaram nos anos seguintes ao da "tríplice coroa" de 1999. O Manchester United foi o campeão da Premier League em três das quatro temporadas seguintes (1999–2000, 2000–01 e 2001–02), além de ter alcançado as quartas de final da Liga dos Campeões três vezes (1999–00, 2000–01 e 2002–03) e e as semifinais uma vez (2001–02).

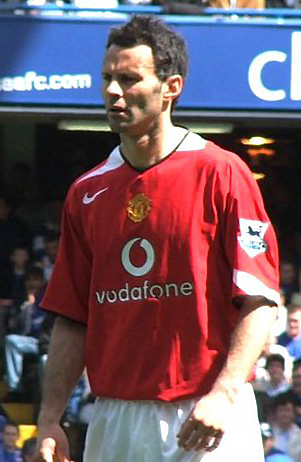
Giggs pelo Manchester United em 2006

Giggs comemorou dez anos no Manchester United com um jogo contra o Celtic, da Escócia, antes do início da temporada 2001–02. No entanto, esta foi uma das temporadas mais decepcionantes desde sua chegada ao clube. O United ficou apenas na terceira colocação da Premier League, dez pontos atrás do campeão Arsenal, e foi eliminado na semifinal da Liga dos Campeões da UEFA contra o Bayer Leverkusen graças a regra do gol fora de casa. Ainda em 2002, marcou seu centésimo gol na carreira num empate com o Chelsea em Stamford Bridge.
Na temporada 2003–04, Giggs conquistou seu quarto troféu da Copa da Inglaterra, no dia 22 de maio de 2004, fazendo dele um dos dois jogadores (o outro é Roy Keane) a ter vencido o torneio por quatro vezes enquanto jogava pelo Manchester United. Giggs também foi vice-campeão da Copa da Inglaterra por três vezes (1994–95, 2004–05 e 2006–07).

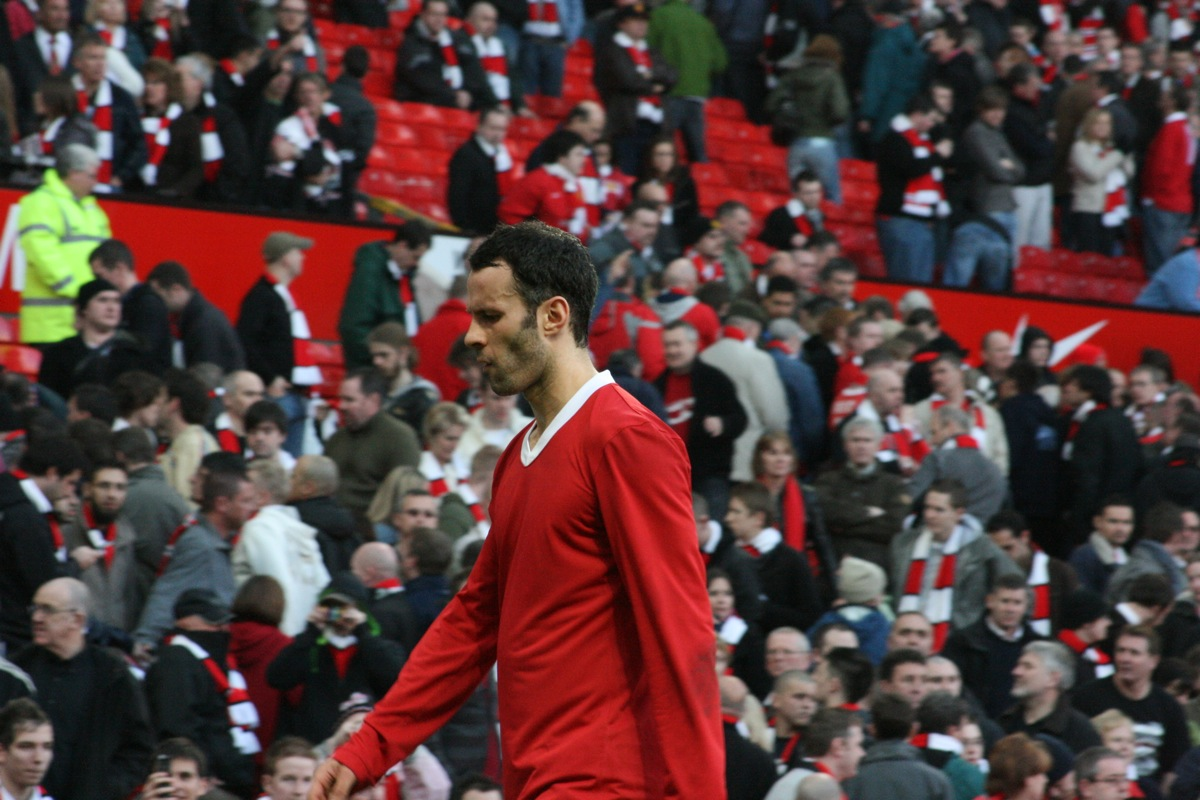
Giggs durante o Dérbi de Manchester, em fevereiro de 2008. Neste jogo, o United homenageou as vítimas do desastre aéreo de Munique.

Durante a temporada 2004–05, em setembro de 2004, chegou ao seu 600° jogo pelo Manchester United, numa vitória sobre o Liverpool, fato que fez dele o terceiro jogador a chegar a esta marca em toda a história do clube, ao lado de Bobby Charlton e Bill Foulkes. No ano seguinte, foi selecionado para o Hall da Fama do Futebol Inglês, que destaca as personalidades que tiveram grande destaque no futebol inglês.
Na temporada 2006–07, após o empate de 1–1 entre os rivais Chelsea e Arsenal, no dia 6 de maio de 2007, o Manchester United se tornou o campeão da Premier League. Ao fazê-lo, Giggs estabeleceu um novo recorde de mais títulos conquistados por um único jogador em toda a história da liga, batendo o recorde anterior de oito, que ele compartilhava com Alan Hansen e Phil Neal (que venceu todos os seus títulos com o Liverpool). Já no dia 5 de agosto de 2007, Giggs teve um importante papel na final da Supercopa da Inglaterra de 2007, tendo marcado o único gol da equipe no empate em 1–1 com o Chelsea, o que levou a uma disputa por pênaltis. A partir daí, quem teve o papel de protagonista foi o goleiro Edwin van der Sar, que defendeu todas as três cobranças dos Blues, dando a vitória aos Diabos Vermelhos.

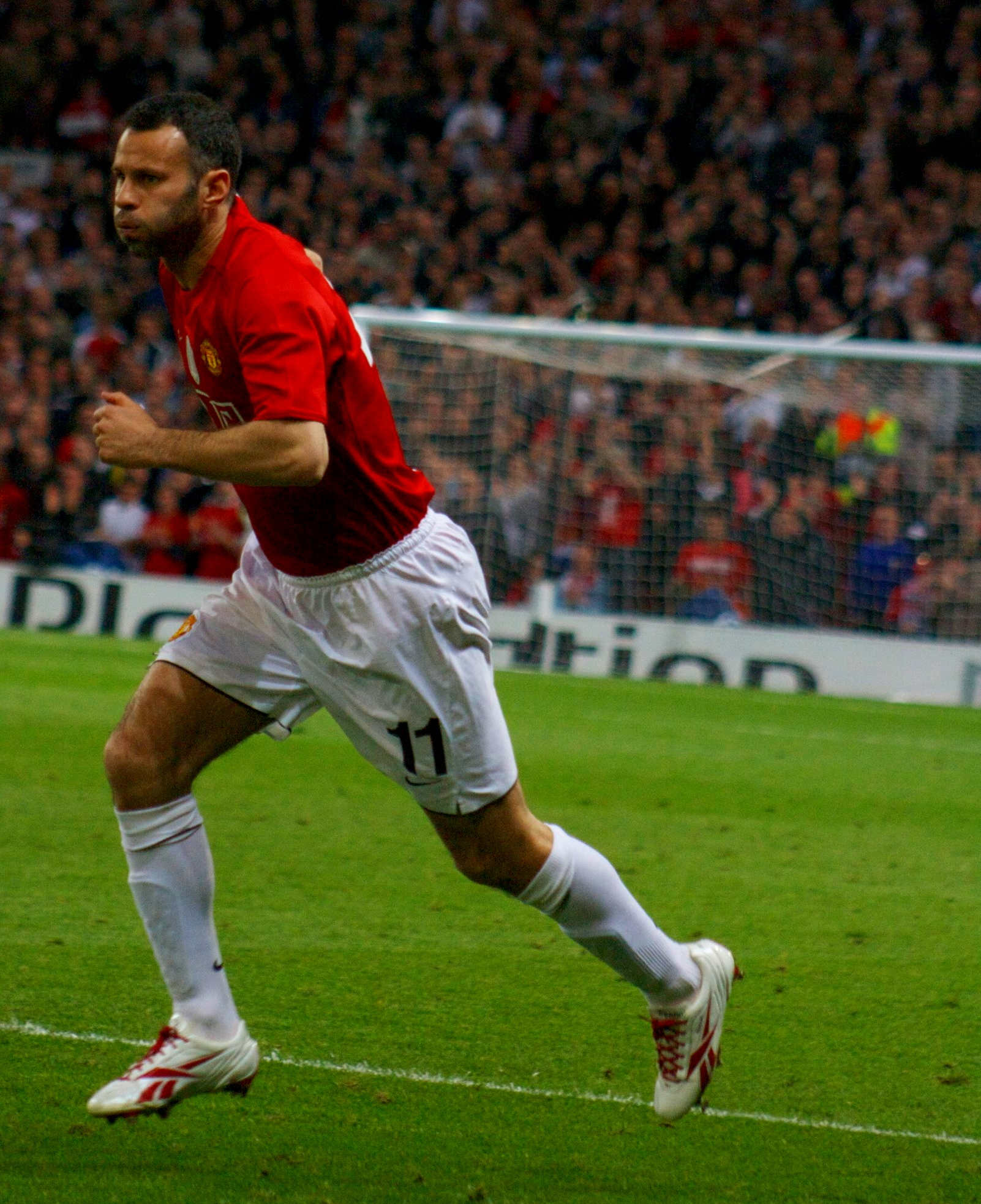
Giggs atuando pelo Manchester United em 2009

Na temporada 2007–08, prestes a completar 34 anos, Giggs passou a ser inserido no sistema de "rodízio" de titulares implantado por Alex Ferguson, após as chegadas de Nani e Anderson, além de Park Ji-sung, que também atua neste setor. No entanto, Giggs permaneceu como a principal escolha dentre os três. Marcou o seu centésimo gol pela liga numa partida contra o Derby County, no dia 8 de dezembro de 2007, quando o United venceu por 4–1. Outras marcas foram alcançadas: no dia 20 de fevereiro, ele fez seu 100° jogo pela Liga dos Campeões da UEFA, numa partida contra o Lyon. Em 11 de maio, ele igualou o recorde de Bobby Charlton de 758 partidas pelo United. Dez dias depois, em 21 de maio, ele quebrou este recorde de Charlton, em plena final da Liga dos Campeões da UEFA contra o Chelsea, após entrar no lugar de Paul Scholes aos 87 minutos de jogo. Nesta partida, após o 1–1 no tempo normal, a partida foi para a prorrogação e, com a persistência do empate, para a disputa por pênaltis. Nela, o United derrotou o Chelsea, após John Terry e Nicolas Anelka desperdiçarem suas cobranças. Este foi o terceiro título do United na Liga dos Campeões, e o segundo de Giggs. A temporada também teve o título da Premier League e da Supercopa da Inglaterra.
Na temporada 2008–09, Giggs foi novamente importante em mais um título da Premier League, o 11° desde sua chegada ao clube, além de ter sido eleito o Jogador do Ano pela PFA, no dia 26 de abril de 2009. A premiação, muito prestigiada na Inglaterra e que ele jamais havia recebido, foi-lhe concedida como um reconhecimento para seu histórico vitorioso no campeonato. Já no dia 29 de abril, Giggs fez o seu 800º jogo pelo Manchester United, na vitória por 1–0 sobre o Arsenal na Liga dos Campeões da UEFA. No entanto, o United foi derrotado na final do torneio pelo Barcelona, que também vinha de uma fantástica temporada.

#### Década de 2010

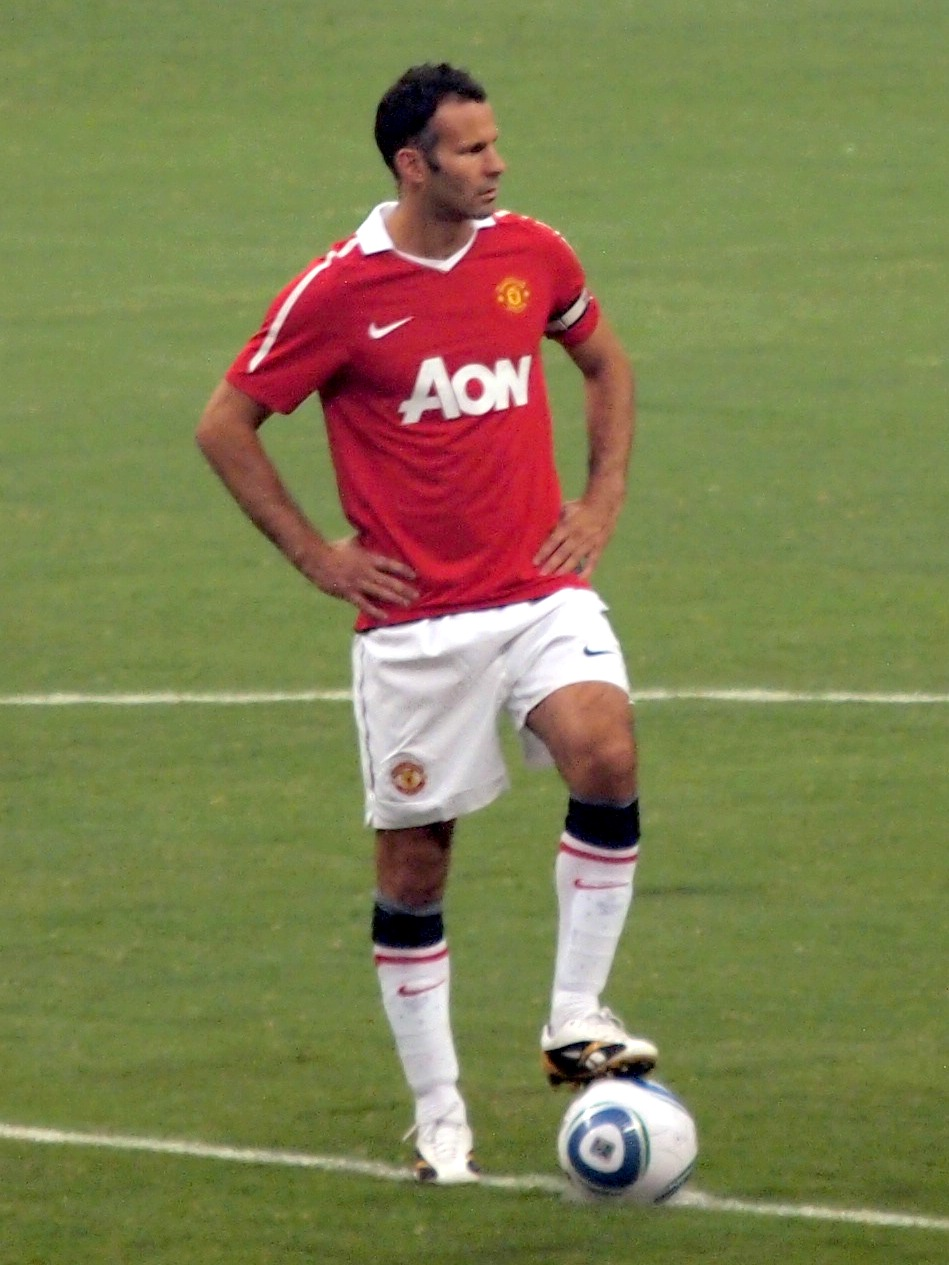
Ryan Giggs pelo United em julho de 2010

Às vésperas do início da temporada 2009–10, Giggs marcou o primeiro hat-trick de sua carreira num amistoso contra o Hangzhou Greentown, da China. O experiente jogador, que havia assinado uma renovação de contrato até 2011, obteve mais algumas marcas nesta temporada: seu 150º gol pelo United, num jogo da Liga dos Campeões da UEFA contra o Wolfsburg, no dia 30 de setembro de 2009, seu centésimo gol pela Premier League, marcado no dia 28 de novembro, o último da vitória por 4–1 sobre o Portsmouth, e o 900° jogo de sua carreira, no dia 24 de abril de 2010, contra o Tottenham. Ainda neste ano, foi premiado com o BBC Sports Personality of the Year, que premia os principais esportistas do Reino Unido. Dias depois, em 31 de dezembro, foi eleito o jogador da década do Manchester United. Para Giggs, essa foi uma temporada de muitas marcas e prêmios. Para o United, entretanto, não foi das melhores: o clube acabou perdendo o título da Premier League para o Chelsea e foi eliminado da Liga dos Campeões pelo Bayern de Munique, nas quartas de final. O título de "consolação" terminou sendo a Copa da Liga Inglesa, conquistada numa vitória por 2–1 sobre o Aston Villa.
Na temporada 2010–11, Giggs chegou ao seu 600º jogo pela liga, num empate sem gols contra o Tottenham Hotspur, em 17 de janeiro de 2011. No mês seguinte, em 18 de fevereiro, renovou seu contrato até junho de 2012, seguindo a política do clube de não assinar contratos muito longos com jogadores acima de 30 anos. Em 6 de março, superou mais uma marca de Bobby Charlton, desta vez a de mais jogos pela liga. Numa partida contra o Liverpool, chegou ao seu jogo de número 607, superando o recorde de 606 pertencente a Charlton. Em 26 de abril, mais um recorde: na semifinal da Liga dos Campeões da UEFA, contra o Schalke 04, marcou o primeiro gol da vitória por 2–0, tornando-se o mais velho jogador a marcar um gol no torneio até hoje, aos 37 anos e 148 dias. Em 14 de maio, após o empate em 1–1 frente ao Blackburn Rovers pela Premier League, o Manchester United sagrou-se pela 19ª vez campeão inglês, superando o recorde de 18 títulos do Liverpool e se tornando o clube mais vezes campeão nacional. Este foi também o 12º título nacional de Giggs, e o 33º no total.
No dia 23 de fevereiro de 2012, Giggs disputou o jogo de número 900 com a camisa dos Red Devils, contra o Ajax, no Old Trafford, válido pela Liga Europa da UEFA.
Quase um ano depois, no dia 26 de janeiro de 2013, marcou de pênalti o primeiro gol do United na vitória por 4–1 sobre o Fulham, pela Copa da Inglaterra. Fez mais um gol no dia 10 de fevereiro, na vitória por 2–0 contra o Everton, válida pela Premier League.[carece de fontes?] Marcou novamente no dia 26 de fevereiro, contra o Queens Park Rangers, e o United venceu por 2–0. Após ser especulado em vários clubes, Giggs renovou seu contrato com o United no dia 1 de março, prolongando seu vínculo na equipe por mais um ano, até 30 de junho de 2014. Chegou a incrível marca de 1000 jogos com a camisa do United no dia 2 de março, contra o Norwich City, na goleada por 4–0. Conquistou seu 13º título inglês em 22 de abril, após o United vencer o Aston Villa por 3–0, com hat-trick de Robin van Persie. Na despedida de Alex Ferguson, no dia 19 de maio, o United fez um jogo emocionante e empatou com o West Bromwich por 5 a 5. No dia 2 de outubro, Giggs quebrou o recorde de jogos na Liga dos Campeões da UEFA com 144 jogos, recorde feito no jogo contra o Shakhtar Donetsk, superando Raúl, que tinha 143 jogos.

## Seleção Nacional

### Inglaterra
Morando desde a infância na Inglaterra, Giggs inicialmente defendeu a Seleção Inglesa de estudantes, hoje equivalente à sub-16. Posteriormente, viria a descartar manter-se como jogador da Inglaterra, passando a defender a da terra natal.

### País de Gales
Apesar de uma carreira recheada de títulos e recordes pelo Manchester United, na Seleção Galesa, entretanto, Giggs não pôde obter tantas conquistas. Em 16 anos de Seleção Galesa, Giggs atuou em 63 partidas e marcou 12 gols, mas nunca disputou uma Copa do Mundo FIFA, Eurocopa ou outro torneio de expressão.
Fez sua estreia pela seleção em 1991, quebrando o recorde de mais jovem jogador a atuar pelo País de Gales, marca que foi sua durante cerca de sete anos, quando foi quebrada por Ryan Green, em junho de 1998. Em 2004, foi nomeado o capitão da equipe. Em 5 de setembro de 2006, atuou num amistoso contra a Seleção Brasileira, realizado no estádio White Hart Lane.
Giggs anunciou sua aposentadoria da seleção nacional em 30 de maio de 2007, numa coletiva de imprensa. Seu último jogo pelo País de Gales aconteceu dias depois, durante as eliminatórias da Euro 2008, contra a República Tcheca, em 2 de junho.

### Grã-Bretanha
Cinco anos depois, ele voltou a defender uma seleção nacional, a da Grã-Bretanha, existente apenas para os Jogos Olímpicos, já que nestes todo o Reino Unido é representado por uma única delegação, ao contrário das competições organizadas pela FIFA. Pela falta de oportunidades em competições de grande expressão por ter feito parte da fraca seleção galesa e em retribuição a todos os serviços que Giggs prestou, o Manchester United o liberou para participar das Olimpíadas de 2012, realizadas em Londres. Giggs, que manifestara interesse em participar dos Jogos, foi o único veterano liberado pelo United e um dos cinco galeses convocados pelo técnico Stuart Pearce.
Na estreia das seleções britânicas masculina e feminina de futebol nos Jogos Olímpicos, atletas não-ingleses recusaram-se a cantar o God Save the Queen (Deus salve a Rainha, em inglês), o hino nacional britânico. Na equipe feminina, Kim Little e Ifeoma Dieke, ambas escocesas, foram as que não cantaram e, na equipe masculina, quem não cantou foram os galeses Ryan Giggs e Craig Bellamy. A atitude dos atletas foi muito criticada por torcedores do Reino Unido.

## Recordes

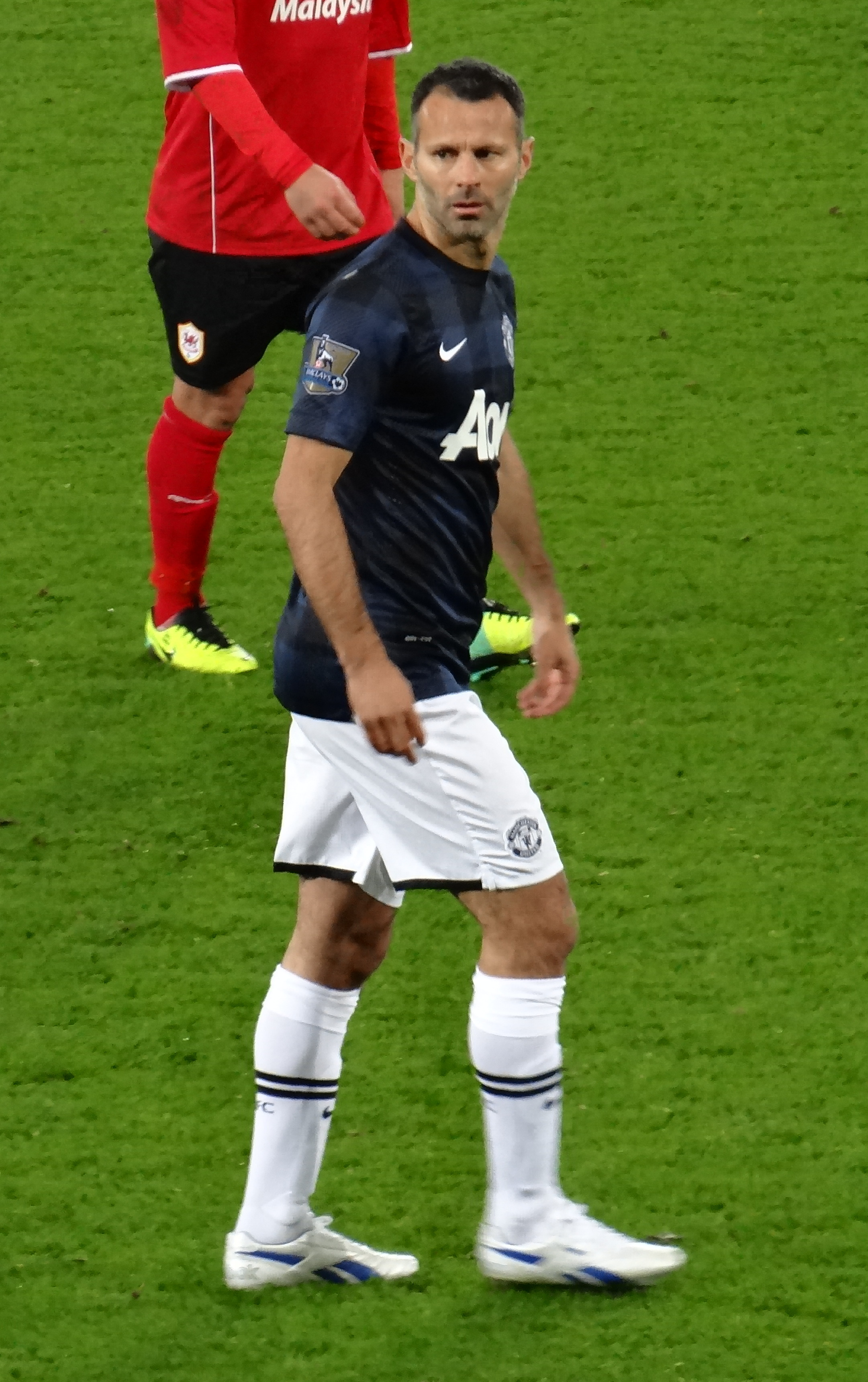
Giggs atuando pela primeira vez contra o Cardiff City, clube de sua cidade natal, em novembro de 2013

Durante sua carreira de mais de 20 anos no Manchester United, Ryan Giggs colecionou títulos e também obteve muitos recordes, abaixo estão listados alguns deles:
- Jogador com mais títulos da Premier League;
- Segundo jogador com mais partidas na Premier League;[93]
- Jogador com mais assistências para gol na Premier League;
- Jogador com mais partidas pelo Manchester United (tanto na Premier League, quanto na Liga dos Campeões da UEFA);
- Único jogador a ter marcado gols em todas as edições da "nova" Premier League (até 1992, era chamada de Football League);
- Único jogador da história do United a ter marcado gols em quinze edições diferentes da Liga dos Campeões;
- Segundo meio-campista a marcar 100 gols na Premier League por um único clube (o primeiro foi Matthew Le Tissier);
- Um dos quatro jogadores do Manchester United a vencer duas vezes a Liga dos Campeões da UEFA (os outros são Paul Scholes, Gary Neville e Wes Brown);
- Segundo jogador mais velho a marcar um gol na Liga dos Campeões da UEFA (recorde agora pertencente a Francesco Totti).[94]

## Carreira como treinador
Giggs cumulou a função de treinador interino dos Diabos Vermelhos em 22 de abril de 2014, após a demissão de David Moyes pelas quatro últimas partidas da temporada 2013–14. Também ao final da temporada, anunciou sua aposentadoria como jogador e o início como membro da comissão técnica da equipe principal. O galês foi assistente técnico do holandês Louis van Gaal por duas temporadas.
Na temporada 2016–17, Ryan Giggs perdeu espaço na equipe de Manchester para a comissão técnica do treinador José Mourinho. Segundo o jornal The Times, o técnico português vetou a permanência do galês como auxiliar técnico. De acordo com o jornal, Mourinho não teria confiança plena em Giggs para mantê-lo em sua comissão técnica, apontando seu auxiliar Rui Faria como seu parceiro ideal. Assim, com o desejo de exercer o cargo de treinador, Giggs deixou o United em julho de 2016, após 29 anos no clube.
No dia 15 de janeiro de 2018, foi anunciado como novo técnico da Seleção Galesa. Ele chegou para substituir Chris Coleman, que levou o país às semifinais da Euro 2016, mas não se classificou para a Copa do Mundo de 2018.

## Vida pessoal
Giggs casou-se com Stacey Cooke, em uma cerimônia privada em 7 de setembro de 2007. O casal possui dois filhos, ambos nascidos em Salford, na Grande Manchester: Liberty Beau (nascido em 2003) e Zachary Joseph (nascido em 2006).
Giggs também é um representante da UNICEF. Em 2002, lançou uma campanha para a prevenção da morte de crianças em países subdesenvolvidos. Na época, visitou projetos da entidade na Tailândia.
Em 2011, revelou-se publicamente que o galês mantinha havia oito anos um caso extraconjugal com a própria cunhada, Natasha, esposa de Rhodri Giggs e que chegou a realizar aborto de um filho que teria concebido de Ryan, a pagar pela operação. "Ele é um grande jogador, mas como homem não é nada. Ele não pediu desculpas. Disse que tratava-se apenas de sexo, nada mais do que isso, o que era normal para ele", declarou Rhodri, que teria se encontrado com o irmão uma única vez após a descoberta. Na mesma época, divulgou-se outro caso extraconjugal de Giggs, mas sua esposa preferiu manter o casamento.

## Estatísticas como jogador

### Clube
| Clube             | Temporada | Liga  | Liga | Liga    | Copa  | Copa | Copa    | Copa da Liga | Copa da Liga | Copa da Liga | Competições europeias | Competições europeias | Competições europeias | Supercopa da inglaterra | Supercopa da inglaterra | Supercopa da inglaterra | Supercopa da UEFA | Supercopa da UEFA | Supercopa da UEFA | Copa intercontinental | Copa intercontinental | Copa intercontinental | Mundial de clubes da FIFA | Mundial de clubes da FIFA | Mundial de clubes da FIFA | Total | Total | Total   |
| Clube             | Temporada | Jogos | Gols | Assist. | Jogos | Gols | Assist. | Jogos        | Gols         | Assist.      | Jogos                 | Gols                  | Assist.               | Jogos                   | Gols                    | Assist.                 | Jogos             | Gols              | Assist.           | Jogos                 | Gols                  | Assist.               | Jogos                     | Gols                      | Assist.                   | Jogos | Gols  | Assist. |
| ----------------- | --------- | ----- | ---- | ------- | ----- | ---- | ------- | ------------ | ------------ | ------------ | --------------------- | --------------------- | --------------------- | ----------------------- | ----------------------- | ----------------------- | ----------------- | ----------------- | ----------------- | --------------------- | --------------------- | --------------------- | ------------------------- | ------------------------- | ------------------------- | ----- | ----- | ------- |
| Manchester United |           |       |      |         |       |      |         |              |              |              |                       |                       |                       |                         |                         |                         |                   |                   |                   |                       |                       |                       |                           |                           |                           |       |       |         |
| 1990–91           | 2         | 1     | 0    | 0       | 0     | 0    | 0       | 0            | 0            | 0            | 0                     | 0                     | 0                     | 0                       | 0                       | 0                       | 0                 | 0                 | 0                 | 0                     | 0                     | 0                     | 0                         | 0                         | 2                         | 1     | 0     |         |
| 1991–92           | 38        | 4     | 0    | 7       | 0     | 0    | 8       | 3            | 1            | 1            | 0                     | 0                     | 0                     | 0                       | 0                       | 1                       | 0                 | 0                 | 0                 | 0                     | 0                     | 0                     | 0                         | 0                         | 55                        | 7     | 1     |         |
| 1992–93           | 41        | 9     | 5    | 2       | 2     | -    | 2       | 0            | -            | 1            | 0                     | 0                     | 0                     | 0                       | 0                       | 0                       | 0                 | 0                 | 0                 | 0                     | 0                     | 0                     | 0                         | 0                         | 46                        | 11    | 5     |         |
| 1993–94           | 38        | 13    | 7    | 7       | 1     | 0    | 8       | 3            | 0            | 4            | 0                     | 2                     | 1                     | 0                       | 0                       | 0                       | 0                 | 0                 | 0                 | 0                     | 0                     | 0                     | 0                         | 0                         | 58                        | 17    | 9     |         |
| 1994–95           | 29        | 1     | 10   | 7       | 1     | 4    | 0       | 0            | 0            | 3            | 2                     | 0                     | 1                     | 0                       | 0                       | 0                       | 0                 | 0                 | 0                 | 0                     | 0                     | 0                     | 0                         | 0                         | 40                        | 4     | 14    |         |
| 1995–96           | 33        | 11    | 9    | 7       | 1     | 1    | 2       | 0            | 1            | 2            | 0                     | 1                     | 0                     | 0                       | 0                       | 0                       | 0                 | 0                 | 0                 | 0                     | 0                     | 0                     | 0                         | 0                         | 44                        | 12    | 12    |         |
| 1996–97           | 26        | 3     | 5    | 3       | 0     | 0    | 0       | 0            | 0            | 7            | 2                     | 0                     | 1                     | 0                       | 1                       | 0                       | 0                 | 0                 | 0                 | 0                     | 0                     | 0                     | 0                         | 0                         | 37                        | 5     | 6     |         |
| 1997–98           | 29        | 8     | 9    | 2       | 0     | 3    | 0       | 0            | 0            | 5            | 1                     | 2                     | 1                     | 0                       | 1                       | 0                       | 0                 | 0                 | 0                 | 0                     | 0                     | 0                     | 0                         | 0                         | 37                        | 9     | 15    |         |
| 1998–99           | 24        | 3     | 1    | 6       | 2     | 1    | 1       | 0            | 0            | 9            | 5                     | 2                     | 1                     | 0                       | 0                       | 0                       | 0                 | 0                 | 0                 | 0                     | 0                     | 0                     | 0                         | 0                         | 41                        | 10    | 4     |         |
| 1999–00           | 30        | 6     | 12   | 0       | 0     | 0    | 0       | 0            | 0            | 11           | 1                     | 2                     | 0                     | 0                       | 0                       | 0                       | 0                 | 0                 | 1                 | 0                     | 1                     | 2                     | 0                         | 0                         | 44                        | 7     | 15    |         |
| 2000–01           | 31        | 5     | 5    | 2       | 0     | 0    | 0       | 0            | 0            | 11           | 2                     | 4                     | 1                     | 0                       | 0                       | 0                       | 0                 | 0                 | 0                 | 0                     | 0                     | 0                     | 0                         | 0                         | 45                        | 7     | 9     |         |
| 2001–02           | 25        | 7     | 2    | 1       | 0     | 0    | 0       | 0            | 0            | 13           | 2                     | 2                     | 1                     | 0                       | 1                       | 0                       | 0                 | 0                 | 0                 | 0                     | 0                     | 0                     | 0                         | 0                         | 40                        | 9     | 5     |         |
| 2002–03           | 36        | 8     | 9    | 3       | 2     | 0    | 5       | 0            | 0            | 15           | 4                     | 3                     | 0                     | 0                       | 0                       | 0                       | 0                 | 0                 | 0                 | 0                     | 0                     | 0                     | 0                         | 0                         | 59                        | 14    | 12    |         |
| 2003–04           | 33        | 7     | 11   | 5       | 0     | 8    | 0       | 0            | 0            | 8            | 1                     | 5                     | 1                     | 0                       | 0                       | 0                       | 0                 | 0                 | 0                 | 0                     | 0                     | 0                     | 0                         | 0                         | 47                        | 8     | 24    |         |
| 2004–05           | 32        | 5     | 11   | 4       | 0     | 0    | 1       | 1            | 0            | 6            | 2                     | 1                     | 1                     | 0                       | 0                       | 0                       | 0                 | 0                 | 0                 | 0                     | 0                     | 0                     | 0                         | 0                         | 44                        | 8     | 12    |         |
| 2005–06           | 27        | 3     | 10   | 2       | 1     | 0    | 3       | 0            | 0            | 5            | 1                     | 2                     | 0                     | 0                       | 0                       | 0                       | 0                 | 0                 | 0                 | 0                     | 0                     | 0                     | 0                         | 0                         | 37                        | 5     | 12    |         |
| 2006–07           | 30        | 4     | 7    | 6       | 0     | 2    | 0       | 0            | 0            | 8            | 2                     | 8                     | 0                     | 0                       | 0                       | 0                       | 0                 | 0                 | 0                 | 0                     | 0                     | 0                     | 0                         | 0                         | 44                        | 6     | 17    |         |
| 2007–08           | 31        | 3     | 6    | 2       | 0     | 3    | 0       | 0            | 0            | 9            | 0                     | 2                     | 1                     | 1                       | 0                       | 0                       | 0                 | 0                 | 0                 | 0                     | 0                     | 0                     | 0                         | 0                         | 43                        | 4     | 11    |         |
| 2008–09           | 28        | 2     | 7    | 2       | 0     | 2    | 4       | 1            | 2            | 11           | 1                     | 3                     | 1                     | 0                       | 0                       | 0                       | 0                 | 0                 | 0                 | 0                     | 0                     | 1                     | 0                         | 3                         | 47                        | 4     | 17    |         |
| 2009–10           | 25        | 5     | 12   | 1       | 0     | 0    | 2       | 1            | 1            | 3            | 1                     | 1                     | 1                     | 0                       | 1                       | 0                       | 0                 | 0                 | 0                 | 0                     | 0                     | 0                     | 0                         | 0                         | 32                        | 7     | 15    |         |
| 2010–11           | 25        | 2     | 8    | 3       | 1     | 1    | 1       | 0            | 0            | 8            | 1                     | 5                     | 1                     | 0                       | 0                       | 0                       | 0                 | 0                 | 0                 | 0                     | 0                     | 0                     | 0                         | 0                         | 38                        | 4     | 14    |         |
| 2011–12           | 25        | 2     | 8    | 2       | 0     | 0    | 1       | 1            | 0            | 5            | 1                     | 2                     | 0                     | 0                       | 0                       | 0                       | 0                 | 0                 | 0                 | 0                     | 0                     | 0                     | 0                         | 0                         | 33                        | 4     | 10    |         |
| 2012–13           | 22        | 2     | 3    | 4       | 1     | 2    | 1       | 2            | 0            | 5            | 0                     | 1                     | 0                     | 0                       | 0                       | 0                       | 0                 | 0                 | 0                 | 0                     | 0                     | 0                     | 0                         | 0                         | 32                        | 5     | 6     |         |
| 2013–14           | 12        | 0     | 2    | 0       | 0     | 0    | 2       | 0            | 0            | 7            | 0                     | 1                     | 1                     | 0                       | 0                       | 0                       | 0                 | 0                 | 0                 | 0                     | 0                     | 0                     | 0                         | 0                         | 22                        | 0     | 3     |         |
| Total             | Total     | 663   | 114  | 159     | 78    | 12   | 27      | 41           | 12           | 5            | 157                   | 29                    | 49                    | 14                      | 1                       | 4                       | 1                 | 0                 | 0                 | 1                     | 0                     | 1                     | 3                         | 0                         | 3                         | 966   | 168   | 248     |

¹Em outros, incluindo a Supercopa da Inglaterra, Supercopa da UEFA, Copa Europeia/Sul-Americana e Copa do Mundo de Clubes da FIFA

### Seleção Galesa
| Ano   |       |      |
| Ano   | Jogos | Gols |
| ----- | ----- | ---- |
| 1991  | 2     | 0    |
| 1992  | 3     | 0    |
| 1993  | 6     | 2    |
| 1994  | 1     | 1    |
| 1995  | 3     | 0    |
| 1996  | 3     | 1    |
| 1997  | 3     | 1    |
| 1998  | 1     | 0    |
| 1999  | 3     | 1    |
| 2000  | 4     | 1    |
| 2001  | 4     | 0    |
| 2002  | 5     | 0    |
| 2003  | 7     | 1    |
| 2004  | 3     | 0    |
| 2005  | 6     | 3    |
| 2006  | 5     | 0    |
| 2007  | 4     | 1    |
| Total | 63    | 12   |

#### Gols marcados
| #   | Data                   | Local                     | Adversário       | Placar | Resultado | Competição                  |
| --- | ---------------------- | ------------------------- | ---------------- | ------ | --------- | --------------------------- |
| 1.  | 31 de março de 1993    | Cardiff, País de Gales    | Bélgica          | 3–0    | Vitória   | Elim. Copa do Mundo de 1994 |
| 2.  | 8 de setembro de 1993  | Cardiff, País de Gales    | Tchecoslováquia  | 2–2    | Empate    | Elim. Copa do Mundo de 1994 |
| 3.  | 7 de setembro de 1994  | Cardiff, País de Gales    | Albânia          | 2–0    | Vitória   | Elim. Euro 1996             |
| 4.  | 2 de junho de 1996     | Serravalle, San Marino    | San Marino       | 0–5    | Vitória   | Elim. Copa do Mundo de 1998 |
| 5.  | 11 de novembro de 1997 | Bruxelas, Bélgica         | Bélgica          | 3–2    | Derrota   | Elim. Copa do Mundo de 1998 |
| 6.  | 4 de setembro de 1999  | Minsk, Bielorrússia       | Bielorrússia     | 1–2    | Vitória   | Elim. Euro 2000             |
| 7.  | 29 de março de 2000    | Cardiff, País de Gales    | Finlândia        | 1–2    | Derrota   | Amistoso                    |
| 8.  | 29 de março de 2003    | Cardiff, País de Gales    | Azerbaijão       | 4–0    | Vitória   | Elim. Euro 2004             |
| 9.  | 8 de outubro de 2005   | Belfast, Irlanda do Norte | Irlanda do Norte | 2–3    | Vitória   | Elim. Copa do Mundo de 2006 |
| 10. | 12 de outubro de 2005  | Cardiff, País de Gales    | Azerbaijão       | 2–0    | Vitória   | Elim. Copa do Mundo de 2006 |
| 11. | 12 de outubro de 2005  | Cardiff, País de Gales    | Azerbaijão       | 2–0    | Vitória   | Elim. Copa do Mundo de 2006 |
| –   | 21 de maio de 2006     | Bilbao, Espanha           | País Basco       | 1–0    | Vitória   | Amistoso                    |
| 12. | 28 de março de 2007    | Cardiff, País de Gales    | San Marino       | 3–0    | Vitória   | Elim. Euro 2008             |

Legenda
|  |                      |
|  | Amistoso não-oficial |

### Seleção Britânica
| Ano   |       |      |
| Ano   | Jogos | Gols |
| ----- | ----- | ---- |
| 2012  | 5     | 1    |
| Total | 5     | 1    |

#### Gols marcados
| #  | Data                | Local               | Adversário             | Placar | Resultado | Competição              |
| -- | ------------------- | ------------------- | ---------------------- | ------ | --------- | ----------------------- |
| 1. | 29 de julho de 2012 | Londres, Inglaterra | Emirados Árabes Unidos | 3–1    | Vitória   | Jogos Olímpicos de 2012 |

## Títulos

Giggs com o troféu da Premier League. Em sua longa carreira pelo United, ele se acostumou a conquistá-lo: foram treze títulos.

### Como jogador
Manchester United
- Supercopa da UEFA: 1991
- Copa da Liga Inglesa: 1991–92, 2005–06, 2008–09 e 2009–10
- Premier League: 1992–93, 1993–94, 1995–96, 1996–97, 1998–99, 1999–00, 2000–01, 2002–03, 2006–07, 2007–08, 2008–09, 2010–11 e 2012–13
- Supercopa da Inglaterra: 1993, 1994, 1996, 1997, 2003, 2007, 2008, 2010, 2011 e 2013
- Copa da Inglaterra: 1993–94, 1995–96, 1998–99 e 2003–04
- Liga dos Campeões da UEFA: 1998–99 e 2007–08
- Copa Intercontinental: 1999
- Copa do Mundo de Clubes da FIFA: 2008

### Prêmios individuais
- Jogador Jovem do Ano do Manchester United: 1990–91 e 1991–92
- Jogador Jovem do Ano pela PFA: 1991–92 e 1992–93
- Equipe do Ano pela PFA: 1992–93, 1997–98, 2000–01, 2001–02, 2006–07 e 2008–09
- Jogador do Mês da Premier League: setembro de 1993, agosto de 2006 e fevereiro de 2007
- Troféu Bravo: 1993
- Jogador Galês do Ano: 1996 e 2006
- BBC Sports Personality of the Year no País de Gales: 1996 e 2009
- Prêmio Sir Matt Busby: 1997–98
- Gol Mais Bonito da Premier League: 1998–99
- MVP da Copa Intercontinental: 1999
- Equipe da Década da Premier League (1992–93 a 2001–02): 2002
- Equipe da Década da Liga dos Campeões da UEFA (1992 a 2002): 2002
- Hall da Fama do Futebol Inglês: 2005
- Equipe da Década da PFA (1997 a 2007): 2007
- Jogador do Ano pela PFA: 2008–09[54][55]
- BBC Sports Personality of the Year: 2009[62]
- Prêmio Golden Foot: 2011
- Lendas do Futebol (IFFHS)[103]

### Ordens e Honras
- Ordem do Império Britânico: 2007[2]
- Cidadania honorária de Salford, Grande Manchester: 2010